# Kashtan CIWS
Hệ thống pháo – tên lửa phòng không Kortik (tiếng Nga: Кортик, có nghĩa là "dao găm") là một tổ hợp pháo-tên lửa phòng không (зенитный ракетно-артиллерийский комплекс - ЗРАК) tầm gần và cực gần của Nga. Nó có tên xuất khẩu là Kashtan (tiếng Nga: Каштан, có nghĩa là "hạt dẻ") và tên ký hiệu của NATO là CADS-N-1 Kashtan. Hệ thống Kortik chủ yếu được sử dụng trên các tàu chiến hoặc tháp canh cố định, dùng để chống lại máy bay, trực thăng hoặc các mục tiêu bay yêu cầu có độ chính xác cao (đánh chặn các tên lửa diệt hạm) cũng như các mục tiêu trên mặt đất nếu cần. Kortik được trang bị một hệ thống tự động nhận diện và xác định các mục tiêu trong tầm bắn của nó.
Với sự kết hợp giữa súng và tên lửa hệ thống này tạo ra lớp bảo vệ tốt so với các hệ thống chỉ dùng súng hay tên lửa. Trong các thử nghiệm tỷ lệ hạ gục mục tiêu cố tiếp cận trong khoảng 96% đến 99%. Hệ thống này có thể gắn trên các tàu từ 400 tấn trở lên.

## Lịch sử
Hệ thống Kortik/Kashtan được phát triển từ cuối thập niên 1970 bởi Phòng thiết kế chế tạo khí cụ thành phố Tula (KBP, lúc đó người đứng đầu là A. G. Shipunov). Việc sản xuất hàng loạt do Nhà máy Cơ khí-Công trình Tula đảm nhiệm. Với ý tưởng về một hệ thống tác chiến dùng để chống lại các cuộc không kích từ các loại vũ khí như tên lửa chống tàu, tên lửa dò bức xạ và các loại bom dẫn đường bay ở độ cao thấp và rất thấp nhưng cũng có thể dùng cho việc tấn công các mục tiêu trên mặt đất nếu cần, hệ thống được phát triển dựa trên thiết kế hệ thống chiến đấu gắn trên các chiếc 9K22 Tunguska. Việc thử nghiệm bắt đầu trên đất liền từ năm 1983 sau đó gắn thử trên chiếc R-71 Molniya và đến năm 1989 thì hệ thống được thông qua để trang bị trên các tàu chiến nhưng vì lý do nào đó mà việc trang bị đại trà bị ngừng từ năm 1994 và chỉ sản xuất theo đặt hàng.
Hiện nay Kortik đã được trên khai trên:
- Tuần dương hạm hạt nhân hạng nặng "Đô đốc Nakhimov" "Pyotr Đại đế" (6 tổ hợp, 144 tên lửa);
- Hàng không mẫu hạm hạng nặng "Đô đốc Hạm đội Liên Xô Kuznetsov" (8 tổ hợp, 256 tên lửa);
- Tàu săn ngầm cỡ lớn "Admiral Chabanenko" (4 tổ hợp, 128 tên lửa);
- Tàu hộ tống lớp 11540 "Neustrashimiy" và "Yaroslav Khôn ngoan" (2 tổ hợp, 64 tên lửa);
- Tàu hộ tống lớp 11356 "Talwar" đóng cho Hải quân Ấn Độ (2 tổ hợp, 64 tên lửa);
- Tàu hộ tống lớp 11661E "Đinh Tiên Hoàng" và "Lý Thái Tổ" đóng cho Quân chủng Hải quân Việt Nam[10][11] (1 tổ hợp, 32 tên lửa);
- Tàu tuần tra lớp 20380 "Steregushiy" (1 tổ hợp, 32 tên lửa).

## Thiết kế
Hệ thống được trang bị hai pháo nòng xoay GSh-6-30 30 mm có tốc độ 10.000 viên/phút, nạp đạn bằng băng truyền và làm mát bằng chất lỏng bay hơi. Độ giật rung của loại pháo này rất lớn do tốc độ bắn cực nhanh và đạn khá nặng nên hệ thống có thể tạo một lưới lửa dày đặc bao trùm một không gian lớn khi đạn bay tá lả với mật độ dày đặc ngăn không cho các loại vũ khí hay mục tiêu đang di chuyển có thể lọt qua để tiếp cận tàu. Lưới lửa hiệu quả trong việc giữ khoảng cách an toàn giữa cho tàu với các loại vũ khí hành trình trong khoảng từ 500m đến 4000m. Do cỡ đạn lớn nên súng có thể dùng các loại đạn đặc biệt như đạn cháy nổ mạnh – phân mảnh (HEIF), đạn phân mảnh - vạch đường (FT), đạn tách vỏ xuyên giáp - vạch đường.
Nếu cần độ chính xác cao thì hệ thống được trang bị các ống phóng tên lửa phòng không 9M311, một loại tên lửa nhiên liệu rắn có đẩu nổ phân mảnh sẽ phát nổ khi lại gần mục tiêu, dùng hệ thống chỉ điểm bằng laser hoặc ra đa. Hệ thống có 8 ống, 4 ống mỗi bên để sẵn sang cho việc chiến đấu. Các ống này có thể tự nạp đạn lại sau khi sử dụng. Với kho chứa tên lửa nằm ở phía dưới hệ thống tác chiến với tổng cộng 32 quả, cả bốn ống mỗi bên có thể nạp đầy trong khoảng 1,5 phút. Các tên lửa này thường được dùng để tấn công các mục tiêu trong khoảng cách 1500–8000 m.
Nếu để ở chế độ tác chiến tự động hệ thống dùng Ra đa / TV-quang học của riêng mình để tìm và khóa các mục tiêu nguy hiểm tiềm tàng ở gần ngoài ra nó cũng nhận các thông tin từ hệ thống dò tìm của tàu mẹ cũng như các số liệu về tốc độ để tính toán vị trí tạo lưới lửa và sử dụng tên lửa hiệu quả nhất, hệ thống tự động này cho phép khóa 6 mục tiêu cùng lúc.

## Biến thể
- Kashtan-M: Mẫu nâng cấp súng được tăng sơ tốc đạn có thể tạo lưới lửa hiệu quả trong khoảng 300–5000 m. Có thể phóng liên tiếp nhiều tên lửa trong thời gian ngắn. Mở rộng tầm hoạt động của tên lửa lên 10 km. Giảm thời gian phản ứng xuống còn 5-7 giây. Giảm trọng lượng của hệ thống.

Ngoài ra hệ thống có các mẫu dùng cho xuất khẩu tùy theo yêu cầu mà sẽ có mẫu đầy đủ, mẫu chỉ có súng, mẫu chỉ có tên lửa, mẫu chỉ dùng ra đa hay hệ thống quang học.

## Các nhà khai thác
- Nga[1][4]
- Trung Quốc[4]
- Ấn Độ[1][4]
- Iran[1][4]
- Liên Xô[1]
- Việt Nam[4]